# رقص آکرو

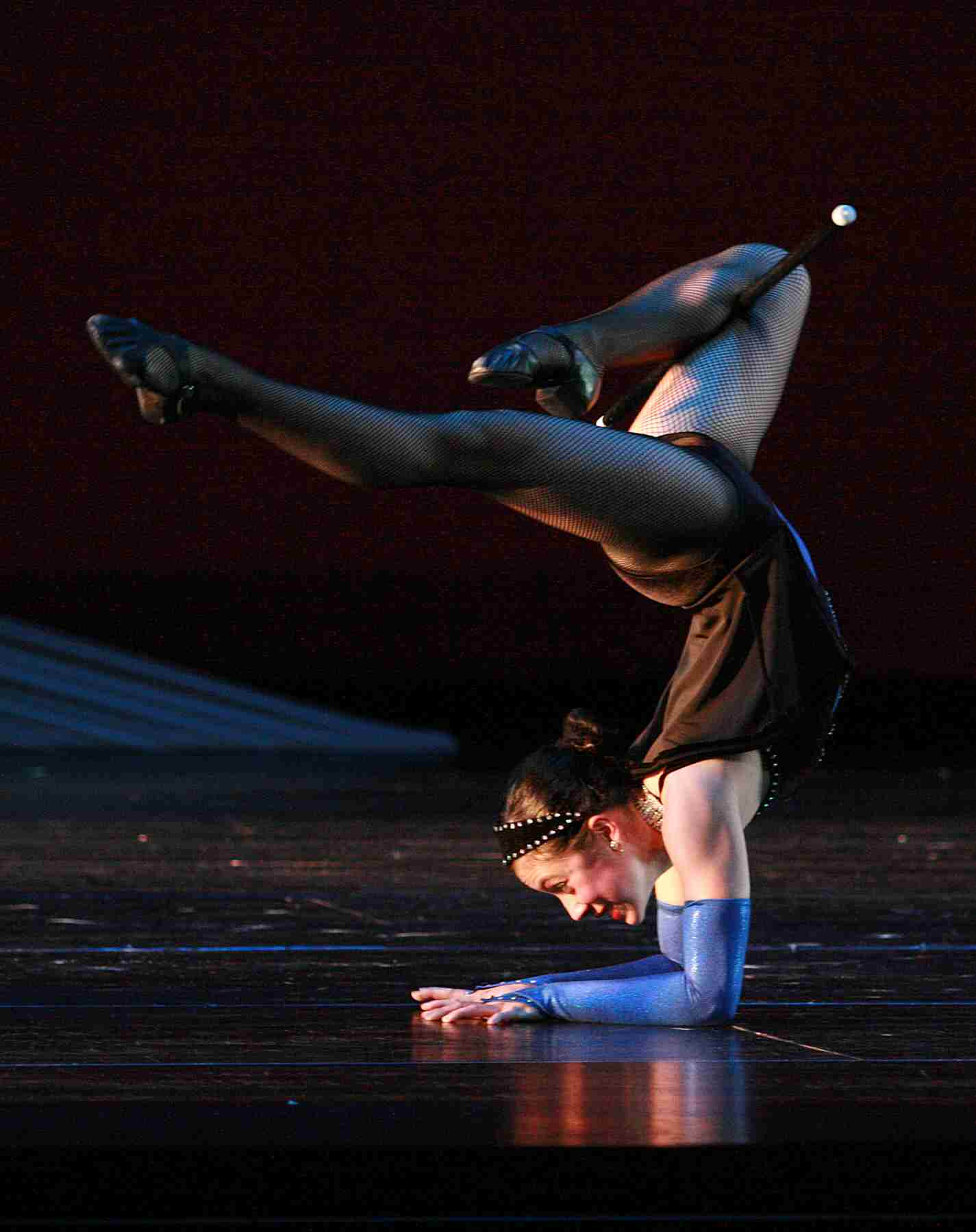
ایستادن بر آرنج، به عنوان بخشی از یک روال رقص آکرو انجام می‌شود.

رقص آکرو (به انگلیسی:Acro Dance) سبکی از رقص است که ترکیبی از تکنیک رقص کلاسیک با عناصر آکروباتیک می‌باشد. آکرو یک سبک رقص چالش‌برانگیز برای رقاصان است زیرا آنها نیاز به آموزش در هر دو مهارت رقص و آکروباتیک خواهند داشت.
رقصنده‌های آکرو باید در وضعیت فیزیکی عالی (سلامتی) باشند، چرا که اکرو یک فعالیت فیزیکی است.

## لباس
رقاصان آکرو معمولاً به دلائل ایمنی و زیبایی شناختی، لباس‌هایی انعطاف‌پذیر می‌پوشند.